# مطار غدامس
مطار غدامس هو مطار يخدم مدينة غدامس في ليبيا، ويبعد بـ 19 كلم عن وسط المدينة.

## شركات الطيران
| الخطوط                | الوجهات |
| --------------------- | ------- |
| الخطوط الجوية الليبية | طرابلس  |